# 요코주나 (프로레슬링 선수)

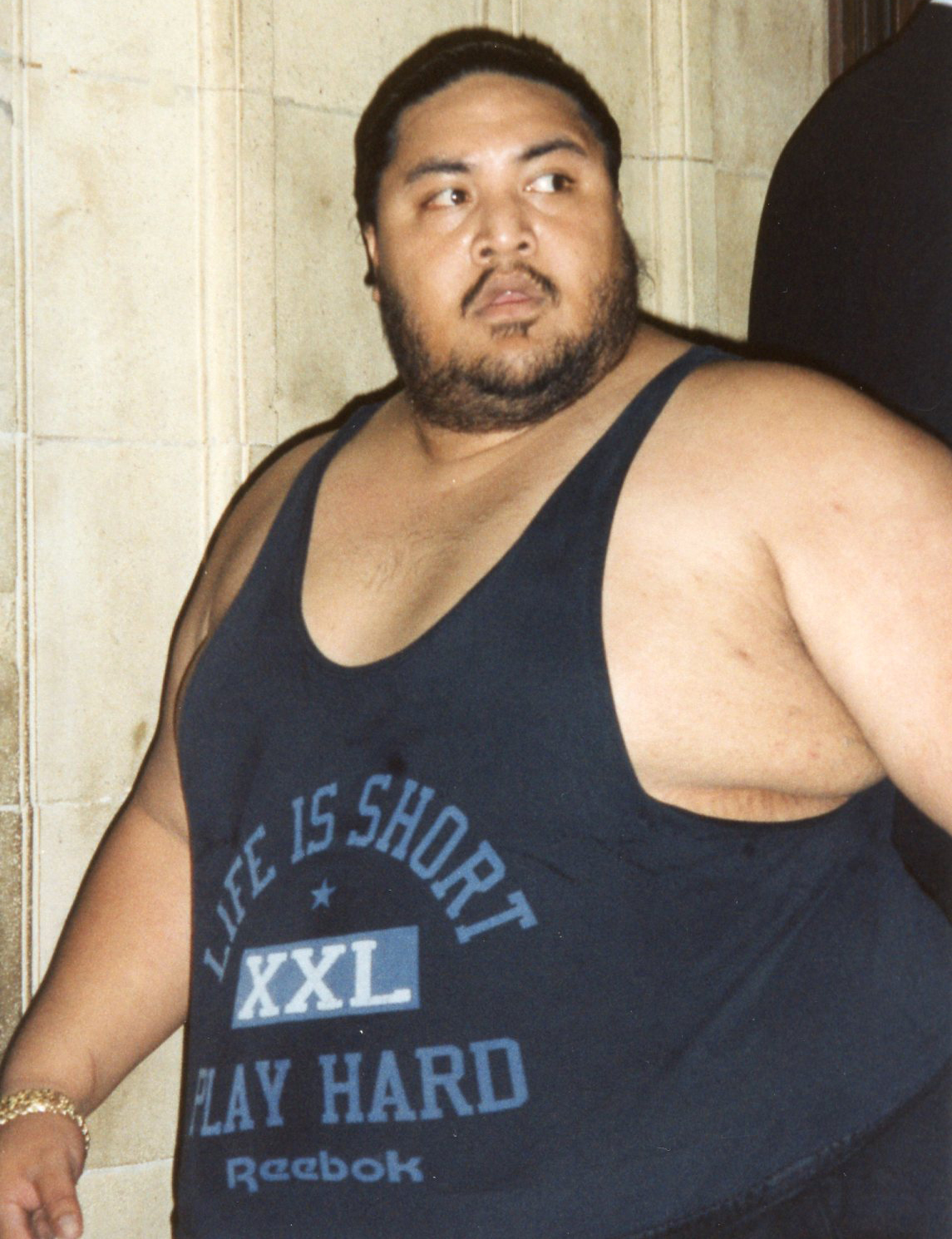

코키나 막시무스(Kokina Maximus, 1966년 10월 2일 ~ 2000년 10월 22일)는 미국의 프로레슬링선수다. 요코주나(Yokozuna)라고 한다. 본명은 로드니 아노이아(Rodney Anoia)라고 한다. 그는 미국 캘리포니아 주 샌프란시스코에서 태어났고 1984년 프로레슬링 입문했다. 요코주나가 일본인이라고 생각지만 요코주나는 미국인이다. 또 더 락, 로만 레인즈, 우소즈, 리키쉬, 우마가와 같은 사모안이다.
2000년 10월 22일 무리한 다이어트로 인한 심장마비로 사망했다. 2012년 WWE에서 WWE 명예의 전당에 헌액 받았다. 그의 피니쉬는 반자이 드롭(코너 슬링샷 시티드 센턴), 런닝 레그 드롭이다. 키는 프로필 기준으로 193cm에다가 몸무게는 WWE에서 활동할당시 229kg~302kg까지 나갈정도로 어마어마하게 비대한 체격을 가진걸로도 유명했다.
아르헨티나 출신의 호르헤 곤살레스가 WWE 역사상 최장신 레슬러였다면 요코주나는 WWE 역사상 가장 무거운 레슬러였다. 이 때문에 그를 들어올리는 게 WWE의 퍼포먼스 중 하나가 되었다.
1998년 WWF에서 방출당한 요코주나는 인디레슬링 단체에서 의도적으로 체중을 무려 398kg까지 늘렸으나 곧 건강상의 이유로 다이어트를 한 결과 체중이다시 267kg까지 빠졌다. 하지만 살을 빼기위해 무리한 다이어트를 한 결과 향년 나이는 34세의 젊은나이에 심장마비로 사망했다고 알려졌으나 후에 밝혀진 정확한 사인은 폐에 물이차는 폐부종으로 알려졌다.

## Professional wrestling highlights
- Finishing moves
  - Banzai Drop (Corner slingshot seated senton) - Innovation
  - Running leg drop
- Signature moves
  - Back body drop
  - Back elbow smash
  - Bearhug
  - Belly to back suplex
  - Body slam
  - Diving overhead chop
  - European uppercut
  - Front powerslam
  - Headbutt
  - Lariat
  - Nerve hold
  - Raking the opponent's back
  - Running body avalanche
  - Running hip attack
  - Running splash
  - Samoan drop
  - Side belly to belly suplex
  - Side kick
  - Side slam
  - Throat thrust
- Managers
  - Jim Cornette
  - Mr. Fuji
  - Sheik Adnan El Kassey
- Entrance themes
  - "The Delivery" by Jerry Fielding (NJPW; 1988-1992)
  - "Sumo" by Jim Johnston (WWF; 1992-1996)

## 경력
- 모스트 임푸르트 레슬러 오브 더 이열 (1993)
- PWI 랭크드 힘 #5 오브 더 베스트 싱글즈 레슬링 인 더 PWI 500 인 1993
- PWI 랭크드 힘 #145 오브 더 베스트 싱글즈 레슬링 듀링 더 "PWI 500 이열즈" 인 2003
- UWA 월드 트리오스 챔피언 (1회) - 파투 언드 사모아 새비지
- WWF 챔피언 (2회)
- WWF 태그팀 챔피언 (2회) - 오웬 하트
- WWF 로얄 럼블 우승 (1993)
- WWE 홀 오브 페임 (클래스 오브 2012)